# Tyana flatoides
Tyana flatoides är en fjärilsart som beskrevs av Moore 1887. Tyana flatoides ingår i släktet Tyana och familjen trågspinnare. Inga underarter finns listade i Catalogue of Life.